# Полицейская в отделе нравов
«Полицейская в отделе нравов» (итал. La poliziotta della squadra del buon costume) — итальянская эротическая комедия режиссера Микеле Массимо Тарантини. Премьера состоялась 10 августа 1979 года.

## Сюжет
В этот раз полицейская Джанна Амикуччи, которая уже крепко держится на ногах, как «страж порядка», решает помочь маленькому мальчику найти свою маму. Она работает танцовщицей-стриптизершей у известного в городе мафиози и нет возможности покинуть его. Джанна решает работать под прикрытием и идет работать к мафиози еще одной танцовщицей. Во время этого в город приезжает новый комиссар полиции, которого сначала воспринимают как преступника, ведь Джанна, работая под прикрытием проституткой, «цепляет» его. Фильм также интересен тем, что в конце происходит преследование мафиози на автомобилях.